# مدرسة بخارى للرسم

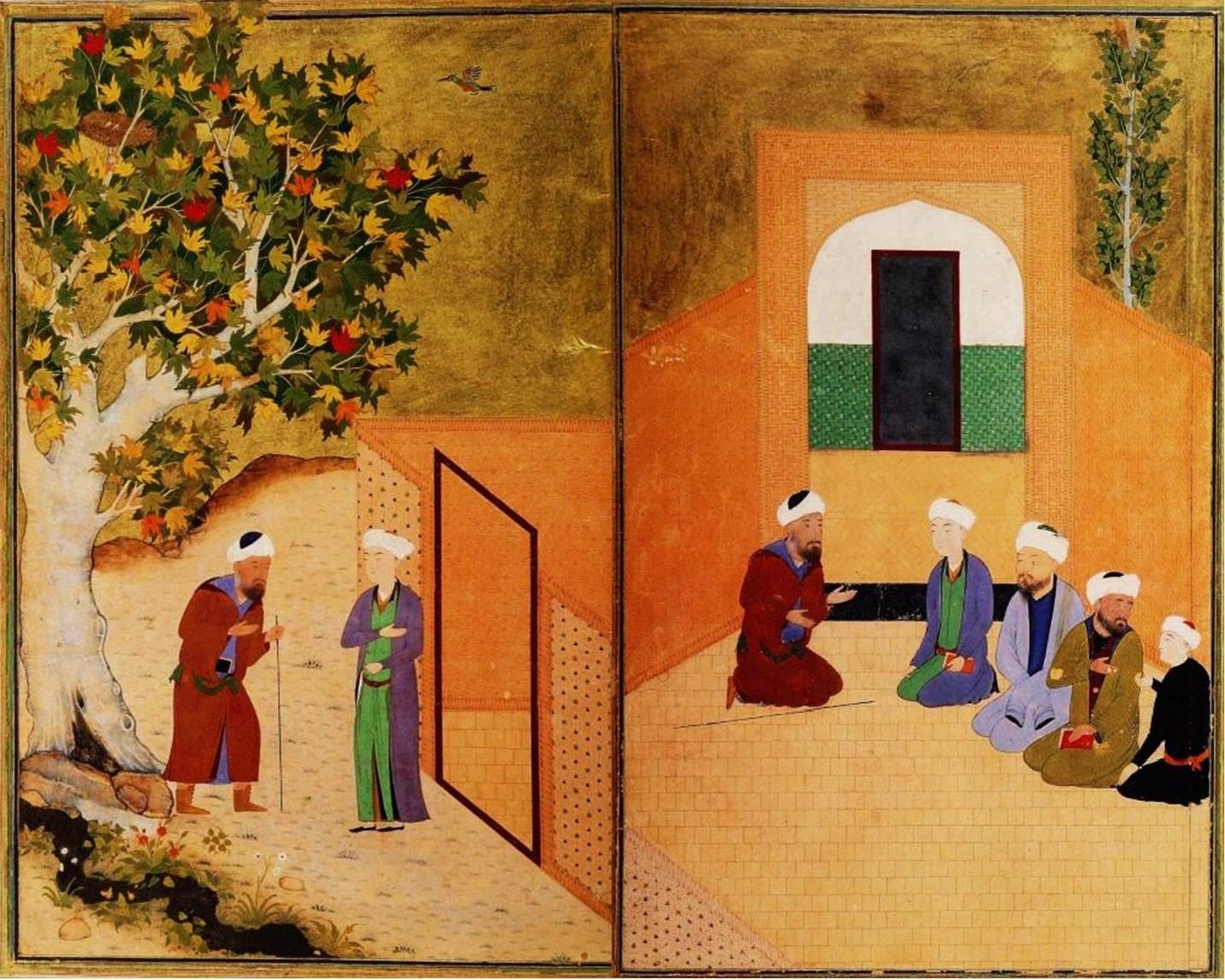
سعدي والشاب الكاشغري، منمنمة من مخطوطة بستان لسعدي، تعود لأواخر القرن التاسع الهجري

مدرسة بخارى للرسم هي الاتجاه الفني للمنمنمات الذي يعود إلى فترة من أسلوب الرسم الإيراني خلال حكم الشيبانيين من أواخر القرن التاسع إلى أواخر القرن العاشر الهجري، والتي كانت سائدة في مدينة بخارى؛ حيث كانت المدينة في تلك الفترة تحت طابعها الإيراني قبل تتريكها.
نقل شيبك خان مركز حكومته من هرات إلى بخارى. وعندما استعاد الأزبك السيطرة على هرات، انتقل بعض رسامي هرات إلى بخارى؛ ونتيجة لذلك، تشكلت مدرسة بخارى تحت تأثير الرسم البخاري المبكر ومدرسة هرات. وكان أهم فنان في مدرسة بخارى هو محمود مذهب. وقد تأثر في رسمه بأعمال كمال الدين بهزاد. وقد أدى استمرار لوحات بهزاد، إلى جانب خصائص الرسم البخاري المحلي، إلى خلق خصائص الرسم البخاري. إن خصائص تجلّت في ثراء ونقاء الألوان، والتي تضمنت في الغالب استخدام التفاصيل واستخدام الأشكال البسيطة والأشكال القصيرة والمباني من الأمام. وعادةً ما كانت خلفية هوامش هذه الصور مليئة برسم الشعر (تشعير). ومن أهم أعمال محمود مذهب: تحفة الأبرار للجامي، ومخزن الأسرار لنظامي (952هـ)، وبستان لسعدي (956هـ). وفي أواخر القرن العاشر الهجري، تراجعت شعبية مدرسة بخارى تدريجيًّا، ورحل فنانوها إلى بلدان مختلفة.

## طالع أيضًا
- لوحة إيرانية
- مدرسة هرات
- كمال الدين بهزاد